# Mieczysław Apolinary Horbowski
Mieczysław Apolinary Horbowski (* 23. Juli 1849 in Doleck bei Nowy Kawęczyn im damaligen Kongresspolen; † 26. Januar 1937 in Wien) war ein polnischer Bariton und Gesangspädagoge.

## Leben
Horbowski studierte in Warschau bei Francesco Ciaffei, in Florenz bei Luigi Vannuccini, in Mailand bei Gaetano Nava und Francesco Lamperti und in Paris bei Gustave-Hippolyte Roger. 1872 debütierte er in Italien unter dem Pseudonym Francesco Ranieri und 1873 in Warschau mit Il barbiere di Siviglia. Er sang dann viel in den Theatern von Warschau, Krakau, Posen, Lemberg und auch im Mailänder Teatro alla Scala. Er konzentrierte sich auf die lyrischen Rollen in Opern von Stanisław Moniuszko, Charles Gounod, Giacomo Meyerbeer, Gaetano Donizetti, Giuseppe Verdi und Friedrich von Flotow.
1886 übernahm Horbowski die Gesangsklasse des Warschauer Musikinstituts, die nun auf 29 Studenten anwuchs. 1895 wechselte er zum Moskauer Konservatorium und 1906 zur Musikakademie Krakau. Ab 1910 lehrte er am Neuen Wiener Konservatorium. Hier nutzte er die Namensform Cavalliere M. de Horbowski-Ranieri. Zu seinen Schülern gehörten Adam Dobosz, Antoni Kohmann,  Sigrid Onegin, Tino Pattiera, Maria Schreker  und Dimitri Smirnoff.
Horbowski veröffentlichte Aufsätze im  Echo Muzyczne i Teatralne (1884) und im Słowo und gab Sammlungen der italienischen Vokalmusik des 18. Jahrhunderts heraus. Er verfasste ein zweibändiges Lehrbuch zu Theorie und Praxis des Gesangs. Auch komponierte er das Lied Dziewczę z buzią jak malina (Das Mädchen mit Lippen wie Himbeeren).